# Robby Langers
Robby Langers, all'anagrafe Robert Langers (Lussemburgo, 1º agosto 1960), è un ex calciatore lussemburghese, di ruolo attaccante.

## Carriera

### Club
Comincia la sua carriera all'Union Luxembourg ma fu prestato al club tedesco Borussia Mönchengladbach all'età di 20 anni. Dopo due stagioni andò in Francia, cambiando 7 squadre in 10 stagioni, sia in Ligue 1 che in Ligue 2. All'US Orléans diventò capocannoniere della Ligue 2. Al Cannes giocò con un giovane Zinédine Zidane.
Nel 1989 è arrivato 23º nella classifica del Pallone d'Oro.
Nel 1992 Langers passò allo svizzero Yverdon-Sport and Étoile Carouge Football Club, quindi giocò per l'Eintracht Trier in Germania prima di tornare in patria e giocare con il F91 Dudelange e finire la sua carriera in bellezza segnando 14 gol per l'Union Luxembourg.

### Nazionale
Langers fece il suo debutto con il Lussemburgo nel settembre 1980 in un match contro la Jugoslavia e totalizzò 73 presenze con la nazionale in un periodo di 18 anni, segnando 8 gol. Ha giocato 35 match di qualificazioni ai mondiali.
La sua carriera internazionale coincise con quella dei due più famosi giocatori lussemburghesi: Guy Hellers e Carlo Weis. Ha giocato l'ultima sua partita nel maggio 1998, contro il Camerun.

## Palmarès

### Individuale
- Capocannoniere della Division Nationale: 1

1979-1980 (26 gol)
- Capocannoniere della Division 2: 1

1988-1989 (Girone B, 27 gol)